# Кристобаль (тропический шторм, 2008)
Тропический шторм Кристобаль (англ. Tropical Storm Cristobal) — третий тропический циклон и третий по счёту шторм, получивший собственное имя в сезоне атлантических ураганов 2008 года.
Циклон сформировался 19 июля 2008 года из ложбины низкого давления у юго-восточного побережья Соединённых Штатов Америки. Перемещаясь в области с благоприятными метеорологическими условиями, в течение суток циклон последовательно достиг уровня тропической депрессии и тропического шторма, получив следующее в сезоне ураганов 2008 года собственное название Кристобаль. 21 июля стихия достигла пика интенсивности, находясь в нескольких сотнях километров к востоку от мыса Хаттерас, после чего шторм ускорил поступательное движение вдоль восточного побережья США и к началу суток 23 июля вышел во внетропическую фазу в районе морской акватории канадской провинции Новая Шотландия.
Весь период жизни Тропический шторм Кристобаль двигался над водными районами Атлантического океана, поэтому его воздействие ограничилось умеренными осадками в штатах Флорида, Северная Каролина, Южная Каролина и в провинциях Атлантической Канады. В городе Уилмингтон выпало около 87 милимметров осадков, приведших к небольшому наводнению.

## Метеорологическая история

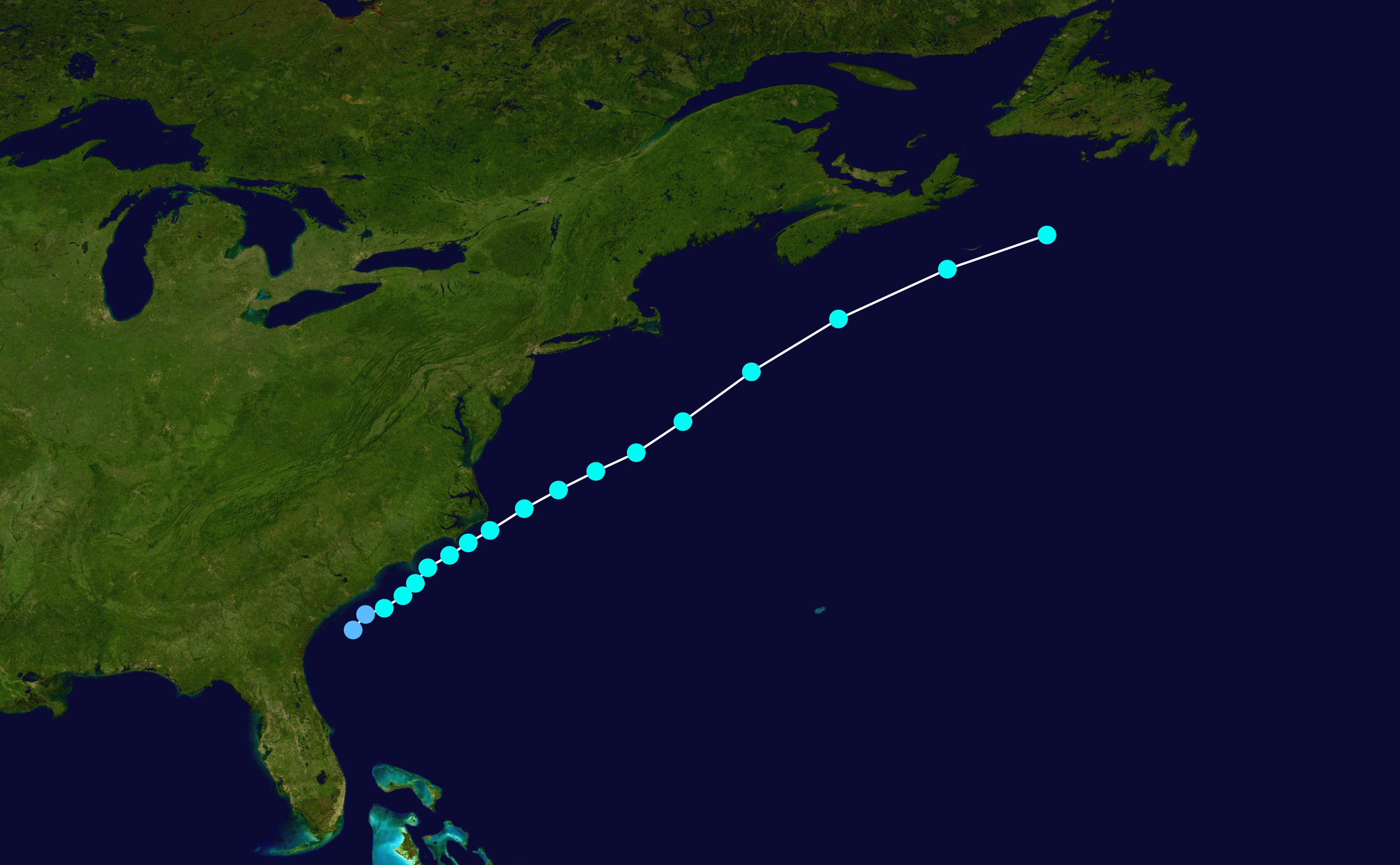
Траектория движения Тропического шторма Кристобаль. Расстояниям между точками соответствует временные интервалы в шесть часов.

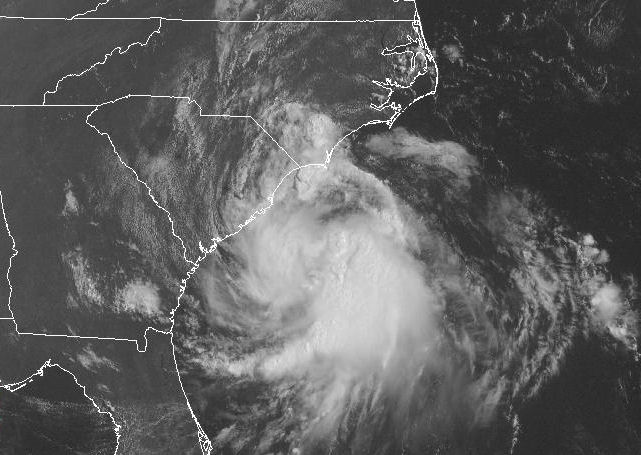
Тропическая депрессия 3 непосредственно перед получением статуса тропического шторма

14 июля 2008 года через территорию северной части штата Флорида двигался обширный грозовой фронт. К началу следующих суток подножие волны фронта образовало область низкого давления с центром вблизи города Таллахасси и направлением движения на юго-восток в акваторию Мексиканского залива. Поздним вечером 16 июля атмосферная впадина пересекла морское побережье в районе города Тампа. Метеорологи не прогнозировали дальнейшее углубление области низкого давления по причине её дальнейшего движения по суше, однако, к концу суток 17 июля ими было зарегистрировано образование конвективных потоков, а ещё через сутки специалисты Национального центра прогнозирования ураганов США констатировали появление в области низкого давления центра обращения воздушных масс и дальнейшую концентрацию облачности вокруг него. В 11 часов вечера по североамериканскому восточному времени (3 часа ночи по всемирному координированному времени) атмосферному образованию был присвоен статус тропической депрессии, центр которой находился примерно в 105 километрах к юго-востоку от города Чарльстон (штат Южная Каролина).
Расположенная между двумя фронтами высокого давления на юго-востоке и северо-западе, тропическая депрессия медленно смещалась на северо-восток в достаточно неблагоприятных для дальнейшего развития метеорологических условиях. Тем не менее, в начале второй половины суток 19 июля циклон достиг нижнего порога уровня тропического шторма, получив при этом следующее собственное имя Кристобаль в списке сезона атлантических ураганов 2008 года. В течение трёх следующих дней интенсивность шторма продолжала медленно увеличиваться и достигла максимального значения к утру 21 июля в нескольких сотнях километров к востоку от мыса Хаттерас. Несмотря на то, что циклон двигался над областью относительно тёплых морских вод Гольфстрима, его усилению всё время мешали слабоорганизованная структура конвекционных потоков и сухой воздух в средней и верхней частях атмоферного возмущения. 21 июля Кристобаль двигался почти параллельно береговой полосе восточной части Северной Америки, к середине следующих суток вышел из области действия Гольфстрима в более холодные воды акватории канадской провинции Новая Шотландия и начал быстро терять собственную конвективную систему. Вечером 22 июля спутниковые снимки зафиксировали процесс разделения центров средней и нижней частей тропического шторма с практически полной дезорганизацией его структуры, а в начале следующих суток Кристобаль перешёл во внетропическую фазу. Последняя синоптическая сводка по Тропическому шторму Кристобаль была выпущена в 9 часов утра по всемирному координированному времени, в которой специалисты Национального центра прогнозирования ураганов США констатировали полное расформирование тропического циклона над территорией Северной Атлантики.

## Подготовка
В ожидании подхода Тропического шторма Кристобаль было объявлено штормовое предупреждение для прибрежной территории от реки Санти в Южной Каролине до границы между штатами Северная Каролина и Виргиния. После выхода шторма в океан 20 июля штормовое предупреждение было отменено, однако, сотрудники Национальной службы погоды США советовали воздерживаться от купания в открытых водах из-за возможного возникновения приливных волн и волн обратного течения.
В Новой Шотландии властями было объявлено предупреждение о возможных сильных дождях на всей территории провинции.

## Воздействие

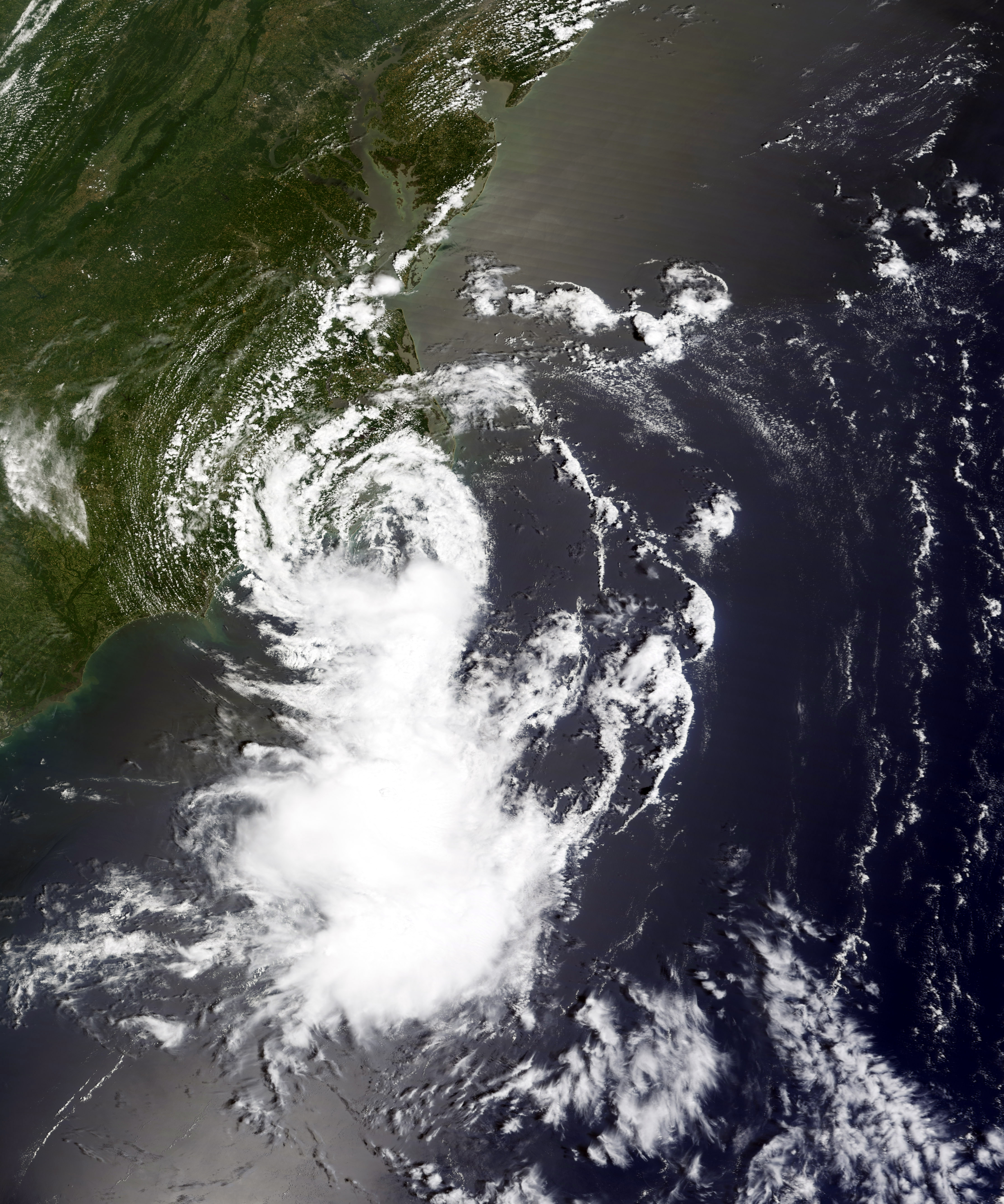
Тропический шторм Кристобаль покидает побережье Северной Каролины

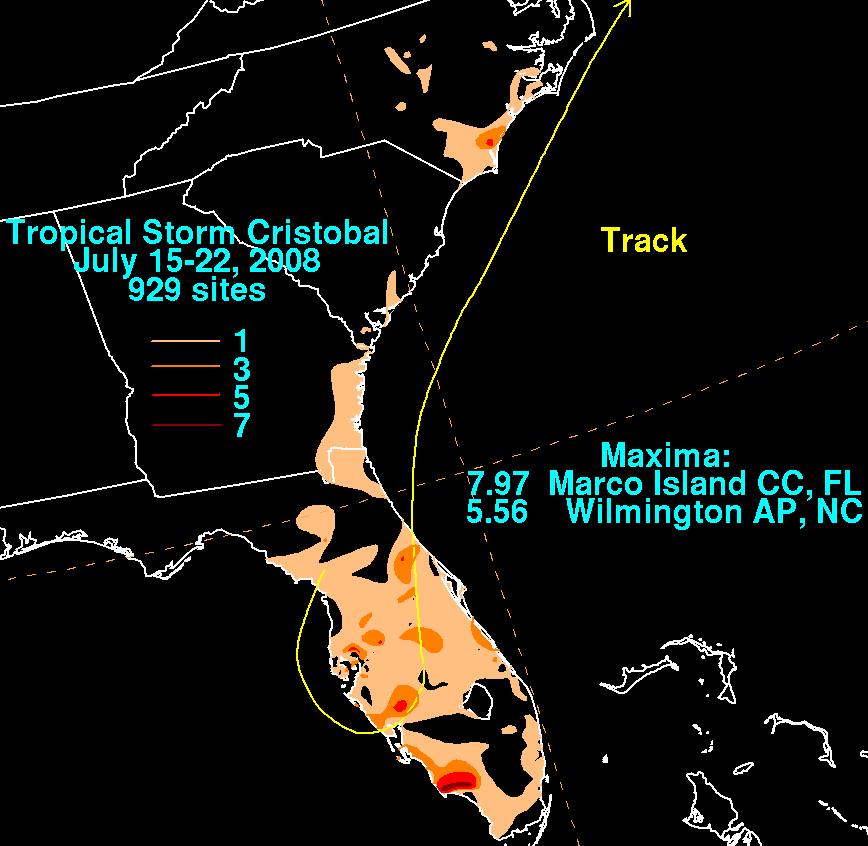
Карта осадков Тропического шторма Кристобаль

В стадии тропической депрессии циклон прошёлся небольшими дождями по штату Флорида, наибольшее число осадков (150 милимметров) при этом выпало в течение двух часов в районе города Лейк-Уэльс, что привело к затоплению нескольких улиц и необходимости эвакуации около 40 автомобилей. Подсчитанный ущёрб городу оценён в 10 тысяч американских долларов. В фазе тропического шторма Кристобаль вызвал проливные дожди на восточном побережье штатов Джорджия и Южная Каролина, в которых выпало около 88 и 66 милимметров осадков соответственно.
20 июля Кристобаль обогнул восточную часть Северной Каролины, не вступая в контакт с самим побережьем. Морская волна при этом поднялась в среднем на 0,3 метра выше обычного уровня, осадки на территории штата составили от 13 до 38 милимметров, несмотря на прогнозы метеорологического радара NEXRAD в 100 милимметров. В городе Уилмингтон был зарегистрирован уровень осадков в 87 мм, что послужило причиной небольшого подтопления жилых домов. Поскольку шторм не задел своей основной частью поверхности суши, порывы ветра в штате составили всего 40 км/ч.
Несмотря на то, что центр тропического шторма прошёл в более, чем в одном дне пути от приморских провинций, вследствие повышенной влажности над морской акваторией атмосферный фронт циклона подвергся определённому расширению, результатом которого стали обильные дожди на атлантическом побережье провинции Новая Шотландия. 224 милимметров осадков выпало в районе Баккаро, около 145 мм осадков — в районе Самбро неподалёку от города Галифакс. На территории острова Кейп-Сейбл были подтоплены улицы и подвалы жилых домов. Во время прохождения шторма, в 250 километрах к юго-востоку от Галифакса перевернулся катер, находившегося на борту человека удалось спасти. Максимальная скорость ветра в Приморских провинциях зарегистрирована на отметке 93 км/ч.